# Kingsville (Maryland)
Kingsville est une census-designated place située dans le comté de Baltimore, dans l’État du Maryland, aux États-Unis. Lors du recensement de 2020, elle comptait 4 358 habitants.